# Ел Вињедо Сетента и Сеис (Калера)
Ел Вињедо Сетента и Сеис (шп. El Viñedo Setenta y Seis) насеље је у Мексику у савезној држави Закатекас у општини Калера. Насеље се налази на надморској висини од 2110 м.

## Становништво
Према подацима из 2005. године у насељу је живело 7 становника.

### Хронологија
| Година       | 2000 | 2005 |
| ------------ | ---- | ---- |
| Становништво | 3    | 7    |

### Попис
| # | Индикатор                        | Вредност |
| - | -------------------------------- | -------- |
| 1 | Укупно појединачних домаћинстава | 1        |